# Farkas Lujza (irodalomtörténész)
Farkas Lujza (Mezőkaszony, 1913. október 22. – Budapest, Terézváros, 1973. május 23.) újságíró, irodalomtörténész. Sógora Bojta Béla ügyvéd, államtitkár.

## Élete
Farkas Ármin és Rochlitz Cecília lánya. Tanulmányait a pécsi Erzsébet Tudományegyetemen végezte, ahol 1936-ban bölcsészdoktori oklevelet szerzett. Az 1930-as években a Szép Szó, Az Est és Az Újság közölték novelláit, kritikáit és cikkeit. A Nyugat és a századelejei irodalomforduló címmel 1935-ben megjelent tanulmányában a Nyugat folyóirat irodalomtörténeti szerepét vizsgálta. A második világháború után a Szabadság, a Ludas Matyi, majd a Magyar Távirati Iroda munkatársa volt. 1969-ben az OTP lapja szerkesztőjeként vonult nyugalomba, de haláláig aktív maradt. Írásai megjelentek a Világgazdaságban, az Élet és Tudományban, illetve a Fülesben is. Halálát keringési elégtelenség okozta.
A Farkasréti temetőben helyezték nyugalomra. Sírját később felszámolták.

## Művei
- Villa Sevigné (ifjúsági regény, Budapest, 1945)
- A szocialista realizmus főbb vonásai (Budapest, 1953)